# Samba (Di Cavalcanti)
Samba és un llenç modernista de l'artista brasiler Di Cavalcanti. Revela la gosadia estètica i tècnica, la gosadia en l'opció temàtica per a la representació de la cultura popular.

## Descripció
Creada el 1925, Samba és un quadre d'estil modernista i retrata un grup de sis sambistes, en primer pla, amb diversos turons al fons de la pintura, que situen l'obra a Rio de Janeiro.
Els dos personatges femenins ocupen el centre de l'obra. Inicialment, elles van ser retratades nues pel pintor, però després va optar per vestir-les. La noia en primer pla vesteix una faldilla groga llampant, però el pit dret roman a la vista, ja que el tirant li ha caigut pel braç. El mateix passa amb la dona en el segon pla, que vesteix una faldilla blanca, però no utilitza brusa.
Els quatre homes que apareixen al voltant de les dones estan vestits, els del fons estan dempeus, amb pantalons blancs. Un d'ells amb una samarreta taronja, i altre amb una samarreta color salmó. Aquest últim toca una guitarra mentre l'altre balla. Els altres dos estan asseguts, un porta una jaqueta marró, l'altre una camisa blava. Al fons, es nota una mica de cel blau amb alguns núvols i muntanyes verdes i cendres. Tots els personatges són afrobrasilers, amb cabells negres i traços durs i forts.
El quadre valia, el 2012, 10 milions de dòlars. Era propietat del marxant Jean Boghici, quan la nit del 13 d'agost del mateix any va ser destruït per un incendi en l'apartament de Copacabana on vivia el romanès-brasiler.